# Воин времени
Воин времени (англ. The Time Warrior) — первая серия одиннадцатого сезона британского научно-фантастического телесериала «Доктор Кто», состоящая из четырех эпизодов, которые были показаны в период с 15 декабря 1973 по 5 января 1974 года.

## Сюжет
В средневековье бандит Иронгрон, его помощник Бладакс и их банда находят разбившийся корабль с сонтаранским воином Линксом на борту. Он объявляет Землю частью их империи и приступает к починке корабля, предложив Иронгрону «магическое оружие», которое сделает его королём, в обмен на убежище. Они заключают сделку, но Иронгрон всё равно не доверяет пришельцу.
В настоящем Доктор и Летбридж-Стюарт расследуют исчезновение нескольких учёных с сверхсекретного исследовательского комплекса. Они не знают, что Линкс использует Осмийный Проектор для отправки себя на 800 лет вперёд и похищения, а затем гипноза учёных, чтобы те чинили его корабль. Проектор позволяет ему появиться ненадолго в другом времени. Во время расследования Доктор встречает эксцентричного учёного Рубиша и молодую журналистку Сару Джейн Смит, которая проникла в комплекс, выдав себя за свою тётю. Вечером Рубиш исчезает, и Доктор по полученным данным отправляет ТАРДИС в средневековье, не зная, что на борт проникла новая компаньонка Сара.
Иронгрон отобрал свой замок у отсутствующего дворянина, и отношения с соседями у него напряжённые. В самом деле, мягкосердечный лорд Эдвард из Вессекса вынужден создать альянс против него и посылает своего лучника Хэла с заданием убить Иронгрона. К тому в плохом настроении приводят Сару, но его настроение улучшается, когда Линкс дарит ему робота-рыцаря, которого выставляют против пойманного Хэла. Лучника спасает Доктор, который выбивает пульт управления из рук Иронгрона. Хэл и Сара в суматохе сбегают в замок Вессекс.
Доктор узнаёт, что Сара считает его союзником Иронгрона, но разубеждает её. На следующее утро бандиты атакуют замок с винтовками от Линкса, но благодаря Доктору атака проваливается. Поражение ещё сильнее ухудшает отношения между Линксом и Иронгроном, которые начали портиться ещё после фиаско робота-рыцаря и после того, как один из бандитов увидел настоящее лицо сонтаранца под шлемом.
Доктор решает повести атаку на замок Иронгрона и вместе с Сарой проникает туда под видом монахов. Они встречают Рубиша и видят других учёных в состоянии сильного истощения. Линкс ловит Доктора в лаборатории, но Рубиш вырубает его ударом в отверстие для питания — единственное уязвимое место сонтаранца. Рубиш и Доктор отсылают учёных обратно. Сара проникает на кухню и добавляет снотворное в пищу.
Линкс, очнувшись, понимает, что корабль в рабочем состоянии, и готовится к отбытию, но вступает в схватку с Доктором. Сошедший с ума и под действием снотворного прибежавший Иронгрон обвиняет Линкса в предательстве, и тот его убивает. Вошедшего в корабль сонтаранца выстрелом в отверстие убивает Хэл, но тот активирует устройство запуска. Узнав, что замок сейчас взорвётся, Бладакс выводит всех бандитов из замка, а Доктор выводит остальных. Замок взрывается, и Доктор с Сарой отбывают в ТАРДИС.

## Трансляции и отзывы
| Эпизод            | Дата показа     | Продолжительность | Телезрители (в миллионах) | Archive                 |
| ----------------- | --------------- | ----------------- | ------------------------- | ----------------------- |
| «Часть 1»         | 15 декабря 1973 | 24:15             | 8,7                       | PAL 2" colour videotape |
| «Часть 2»         | 22 декабря 1973 | 24:10             | 7,0                       | PAL 2" colour videotape |
| «Часть 3»         | 29 декабря 1973 | 23:30             | 6,6                       | PAL 2" colour videotape |
| «Часть 4»         | 5 января 1974   | 24:57             | 10,6                      | PAL 2" colour videotape |
| [ 1 ] [ 2 ] [ 3 ] |                 |                   |                           |                         |